# Nederlands curlingteam (gemengddubbel)
Het Nederlandse curlingteam vertegenwoordigt Nederland in internationale curlingwedstrijden.

## Geschiedenis
Nederland debuteerde op het wereldkampioenschap curling voor gemengddubbele landenteams van 2013 in het Canadese Fredericton. De eerste interland werd met 10-5 verloren van Schotland. Het team won zes van de acht poulewedstrijden en werd gedeeld derde in de groep. De tie-break voor een plaats in de play-offs werd verloren van Noorwegen (5-9). Het team van Marianne en Mark Neeleman eindigde op de elfde plaats. Dat was het beste resultaat op wereldkampioenschappen tot nu toe.
Nederland nam nog niet deel aan het gemengddubbel op de Olympische Winterspelen.

## Nederland op het wereldkampioenschap
| Jaar | Plaats        | Team                              | WG            | W             | V             | PV            | PT            |
| ---- | ------------- | --------------------------------- | ------------- | ------------- | ------------- | ------------- | ------------- |
| 2008 | Geen deelname | Geen deelname                     | Geen deelname | Geen deelname | Geen deelname | Geen deelname | Geen deelname |
| 2009 | Geen deelname | Geen deelname                     | Geen deelname | Geen deelname | Geen deelname | Geen deelname | Geen deelname |
| 2010 | Geen deelname | Geen deelname                     | Geen deelname | Geen deelname | Geen deelname | Geen deelname | Geen deelname |
| 2011 | Geen deelname | Geen deelname                     | Geen deelname | Geen deelname | Geen deelname | Geen deelname | Geen deelname |
| 2012 | Geen deelname | Geen deelname                     | Geen deelname | Geen deelname | Geen deelname | Geen deelname | Geen deelname |
| 2013 | 11            | Mark Neeleman & Marianne Neeleman | 9             | 6             | 3             | 66            | 52            |
| 2014 | 25            | Ezra Wiebe & Marianne Neeleman    | 7             | 2             | 5             | 34            | 48            |
| 2015 | Geen deelname | Geen deelname                     | Geen deelname | Geen deelname | Geen deelname | Geen deelname | Geen deelname |
| 2016 | 37            | Thomas Kooi & Bonnie Nilhamn      | 6             | 0             | 6             | 32            | 56            |
| 2017 | 36            | Thomas Kooi & Bonnie Nilhamn      | 7             | 0             | 7             | 22            | 71            |
| 2018 | 39            | Bob Bomas & Lisenka Bomas         | 7             | 0             | 7             | 13            | 79            |
| 2019 | 43            | Bob Bomas & Lisenka Bomas         | 7             | 1             | 6             | 21            | 56            |
| 2021 | Geen deelname | Geen deelname                     | Geen deelname | Geen deelname | Geen deelname | Geen deelname | Geen deelname |
| 2022 | Geen deelname | Geen deelname                     | Geen deelname | Geen deelname | Geen deelname | Geen deelname | Geen deelname |
| 2023 | 14            | Wouter Gösgens & Vanessa Tonoli   | 9             | 4             | 5             | 58            | 62            |
| 2024 | 13            | Wouter Gösgens & Vanessa Tonoli   | 9             | 3             | 6             | 40            | 57            |
| 2025 | 19            | Wouter Gösgens & Lisenka Bomas    | 9             | 1             | 8             | 38            | 66            |

Australië · België · Brazilië · Bulgarije · Canada · China · Chinees Taipei · Denemarken · Duitsland · Engeland · Estland · Filipijnen · Finland · Frankrijk · Griekenland · Groot-Brittannië · Guyana · Hongarije · Hongkong · Ierland · India · Israël · Italië · Jamaica · Japan · Kazachstan · Kirgizië · Koeweit · Kosovo · Kroatië · Letland · Litouwen · Luxemburg · Mexico · Mongolië · Nederland · Nieuw-Zeeland · Nigeria · Noorwegen · Oekraïne · Oostenrijk · Polen · Portugal · Puerto Rico · Qatar · Roemenië · Rusland · Saoedi-Arabië · Schotland · Servië · Slovenië · Slowakije · Spanje · Thailand · Tsjechië · Turkije · Verenigde Staten · Wales · Wit-Rusland · Zuid-Korea · Zweden · Zwitserland